# Ейвъри Бръндидж
Ейвъри Бръндидж (на английски: Avery Brundage) е американски спортист, спортен функционер, колекционер, филантроп.
Той е 5-ият президент на Международния олимпийски комитет (МОК). Прочува се със скандалните си решения като президент, които често биват определяни като проява на расизъм.

## Биография
През 1909 година завършва строително инженерство в Илинойс. Няколко години по-късно основава собствена компания, която носи неговото име и остава активна в района на Чикаго до 1947 г.
Освен бизнесмен Бръндидж е и отличен атлет. Взима участие на олимпиадата в Стокхолм през 1912 като се състезава на петобой и десетобой. Съревновава се заедно с Джим Торп, но не достига до медалите и постига 6-о и 16-о място.
През 1928 е избран за президент на аматьорския атлетически съюз (AAU), година по-късно става президент на американския олимпийски комитет, а през 1930 г. – и на световната федерация по лека атлетика (IAAF).
Обявява се твърдо против идеята игрите в Берлин през 1936 г. да бъдат бойкотирани поради оказвания натиск над евреите. С това си спечелва място в МОК, след като от организацията е изхвърлен Ърнест Джий Ланке, който е убеждавал много атлети да бойкотират игрите. В последния момент преди състезанието на 400 метра единствените 2 евреи в отбора на САЩ са заменени от Джеси Оуенс и Ралф Меткалф. По този начин Бръндидж си спечелва славата на човек, подкрепящ идеите на нацистка Германия.
През 1945 г. е избран за президент на МОК на 47-ия конгрес на организацията в Хелзинки. Сред скандалните му решения е отказът за връщане на отнетите медали на Джим Торп. Въпреки това подкрепя спорния аматьорски статут на атлетите от източния блок, на които всъщност се плаща, за да тренират усърдно. Нарича това „техния начин на живот“.
Смята, че жените нямат място в олимпийското движение. Скандалите продължават и на олимпиадата в Мексико през 1968 г., когато изгонва 2 чернокожи от олимпийското село заради техния поздрав с високо вдигната и свита в юмрук ръка по време на връчването на медалите им.
През 1970 година, когато МОК избира домакин за олимпиадата през 1976 г., Бръндидж настоява това да бъде Монреал, а не някой от кандидатиралите се градове в САЩ. Американецът остава запомнен най-вече с решението си игрите в Мюнхен през 1972 г. да продължат след терористичния акт, при който са убити 11 израелски спортисти. Случилото се остава в историята като мюнхенското клане. Повечето от спортистите не му се противопоставят, само малка част от тях напускат.